# Armenisch-pakistanische Beziehungen
Die internationalen und bilateralen Beziehungen zwischen Armenien und Pakistan sind geprägt vom Bergkarabachkonflikt. Pakistan ist das einzige Land der Welt, das Armenien nicht als Staat anerkennt.

## Geschichte
Pakistan war nach der Türkei und Rumänien das dritte Land, das Aserbaidschan anerkannte, und hat enge Beziehung zu Aserbaidschan, was die Konflikte in der Region Bergkarabach betrifft. Pakistan unterstützte Aserbaidschan während des ersten Nagorno-Karabach-Krieges. 2015 erklärte Pakistan, dass die Anerkennung der Unabhängigkeit Armeniens davon abhängig sei, dass Armenien Karabach verlasse. 2020 unterstützte Pakistan Aserbaidschan im Nagorno-Karabach-Krieg und begrüßte den anschließenden Waffenstillstand, der Aserbaidschan territoriale Gewinne brachte.
Ende 2016 verschlechterten sich die armenisch-pakistanischen Beziehungen weiter und Armenien legte ein Veto gegen Pakistans Antrag auf Beobachterstatus in der von Russland geleiteten Parlamentarischen Versammlung der Organisation des Vertrags über kollektive Sicherheit (OVKS) ein.
2019 verkündete der armenische Premierminister Nikol Pashinyan in einem Interview mit WION, dass sich Armenien im Kaschmir-Konflikt zwischen Indien und Pakistan auf die Seite Indiens stellte.